# Joseph Choong
Joseph Tzen Zhun „Joe“ Choong (* 23. Mai 1995 in London) ist ein britischer Pentathlet und Olympiasieger.

## Erfolge
Joseph Choong nahm 2016 in Rio de Janeiro erstmals an Olympischen Spielen teil. Er belegte am Ende den zehnten Rang. Bei den Olympischen Spielen 2020 in Tokio erzielte er mit 1482 Punkten einen neuen olympischen Rekord und gewann als Olympiasieger die Goldmedaille.
Auch bei Weltmeisterschaften war Choong bereits erfolgreich. 2018 sicherte er sich mit der Mannschaft in Mexiko-Stadt die Silbermedaille, ein Jahr darauf gewann er mit ihr in Budapest Bronze. Im Einzel belegte er 2019 außerdem den zweiten Platz und wurde Vizeweltmeister. 2022 wurde Choong in Alexandria im Einzel schließlich Weltmeister und gewann mit Jessica Varley im Mixed die Silbermedaille. Seinen Einzeltitel verteidigte er 2023 in Bath erfolgreich und belegte mit der Mannschaft außerdem den zweiten Platz. Auf kontinentaler Ebene belegte er zunächst im Einzel 2018 in Székesfehérvár den dritten Platz, ehe er 2019 in Bath mit der Mannschaft Europameister wurde.